# Liste der Kulturgüter in Maggia
Die Liste der Kulturgüter in Maggia enthält alle Objekte in der Gemeinde Maggia im Kanton Tessin, die gemäss der Haager Konvention zum Schutz von Kulturgut bei bewaffneten Konflikten, dem Bundesgesetz vom 20. Juni 2014 über den Schutz der Kulturgüter bei bewaffneten Konflikten sowie der Verordnung vom 29. Oktober 2014 über den Schutz der Kulturgüter bei bewaffneten Konflikten unter Schutz stehen.
Objekte der Kategorien A und B sind vollständig in der Liste enthalten, Objekte der Kategorie C fehlen zurzeit (Stand: 1. Januar 2023).

## Kulturgüter
| Foto | | Objekt | Kat. | Typ | Standort                                                        | Beschreibung |
| ---- | --- | --- | ---- | --- | --------------------------------------------------------------- | ------------ |
| ja   | Datei hochladen · Wikidata zu Kirche Santa Maria delle Grazie in Campagna (Q3669023)                      | Kirche Santa Maria delle Grazie in Campagna / Chiesa di Santa Maria delle Grazie in Campagna KGS-Nr.: 05563                                                 | A    | G   | Al Stradón da Magia 1 698354 / 121836                           |              |
| ja   | Datei hochladen · Wikidata zu Pfarrkirche San Bartolomeo mit Pfarrhaus und Friedhof (Q3669477)            | Pfarrkirche San Bartolomeo mit Pfarrhaus und Friedhof / Chiesa parrocchiale di San Bartolomeo con casa parrocchiale e cimitero KGS-Nr.: 05257               | B    | G   | Aurigeno, la Stráda Vègia 7 / la Stráda Nòva 34 698469 / 120577 |              |
| ja   | Datei hochladen · Wikidata zu Beinhaus (Q29884451)                                                        | Beinhaus / Ossario KGS-Nr.: 05416 | B    | G   | Coglio, al Stradón da Cói 696017 / 124924                       |              |
| BW   | Datei hochladen · Wikidata zu Kapelle Santa Maria della Pioda (Q29884438)                                 | Kapelle Santa Maria della Pioda / Cappella di Santa Maria della Pioda KGS-Nr.: 05564                                                                        | B    | G   | in Òvia 697914 / 122974                                         |              |
| BW   | Datei hochladen · Wikidata zu Haus Martinelli (Q29884439)                                                 | Haus Martinelli / Casa Martinelli KGS-Nr.: 05565 | B    | G   | Al Stradón da Magia 96 697592 / 122650                          |              |
| ja   | Datei hochladen · Wikidata zu Pfarrkirche San Maurizio (Q3671184)                                         | Pfarrkirche San Maurizio / Chiesa parrocchiale di San Maurizio KGS-Nr.: 05566                                                                               | B    | G   | Al Stradón da Magia 98 697494 / 122691                          |              |
| ja   | Datei hochladen · Wikidata zu Kirche Santa Maria Assunta (Q3668839)                                       | Kirche Santa Maria Assunta / Chiesa di Santa Maria Assunta KGS-Nr.: 05611                                                                                   | B    | G   | Moghegno, La Stráda dala C’a Comünál 1 697849 / 121808          |              |
| BW   | Datei hochladen · Wikidata zu Aufgeständerter Kornspeicher (Q29884450)                                    | Aufgeständerter Kornspeicher / Granaio su sostegni KGS-Nr.: 05612                                                                                           | B    | G   | Moghegno, la Stráda di Piètt 8 697718 / 121720                  |              |
| ja   | Datei hochladen · Wikidata zu Pfarrkirche Santi Placido ed Eustachio mit Beinhaus und Friedhof (Q3668390) | Pfarrkirche Santi Placido ed Eustachio mit Beinhaus und Friedhof / Chiesa parrocchiale dei Santi Placido ed Eustachio con ossario e cimitero KGS-Nr.: 05738 | B    | G   | Someo, al Stradón da Soméi 5 694614 / 126803                    |              |
| BW   | Datei hochladen · Wikidata zu San Antonio Abate Kapelle (Q29884435)                                       | Kapelle Sant’Antonio Abate / Cappella di Sant’Antonio Abate KGS-Nr.: 11983                                                                                  | B    | G   | Aurigeno, Strada di Ciòiss 699101 / 120307                      |              |
| BW   | Datei hochladen · Wikidata zu Aufgeständerter Kornspeicher (Q29884448)                                    | Aufgeständerter Kornspeicher / Granaio su sostegni KGS-Nr.: 11984                                                                                           | B    | G   | Moghegno, la Caraa di Tonascítt 4 697712 / 121751               |              |